# Hyperthagylla mira
Hyperthagylla mira là một loài bướm đêm thuộc phân họ Arctiinae, họ Erebidae.